# 牟绪珩
牟绪珩（1941年2月—），男，土家族，重庆人，中华人民共和国政治人物，曾任四川省人大常委会副主任，第七、八、九、十届全国人大代表。